# Anuropus aeronautus
Anuropus aeronautus är en kräftdjursart som beskrevs av Sivertsen och Lipke Bijdeley Holthuis 1980. Anuropus aeronautus ingår i släktet Anuropus och familjen Anuropidae. Inga underarter finns listade i Catalogue of Life.